# Devil in Me
Devil in Me est un groupe portugais de punk hardcore, originaire de Lisbonne. Depuis sa formation en 2005, et son activité en 2004, le groupe a fait paraître trois albums, en date de 2014.

## Historique
Le premier album du groupe, Born to Lose, est paru en 2006 sous le label discographique Sons Urbanos. Le groupe change par la suite de maison de disque en signant avec le label belge I Scream Records, qui distribuera leur deuxième album, Brothers in Arms, le 30 mars 2007,. Un vidéoclip est posé à l'occasion de sa sortie. Un vidéoclip du second extrait de l'album, intitulé Only God Can Judge Me, est mis en ligne en 2009. 
Le troisième album, The End est réalisé en 2012, en réédition avec GSR Music, et produit par Andrew Neufeld, le chanteur du groupe Comeback Kid ; l'album est plutôt bien accueilli par la presse spécialisée. Ils effectuent par la suite une tournée promotionnelle en Europe, dans des pays tels que l'Espagne, l'Italie, la Slovaquie, la Bulgarie, la Serbie, la République tchèque, la Belgique, et l'Allemagne.

## Discographie
- Born to Lose (2006)
- Brothers in Arms (2007)
- The End (2010)
- Soul Rebel (2015)